# Університет Клайпеди
Клайпедський університет (лит. Klaipėdos universitetas) — вищий навчальний заклад у Клайпеді, Литва. Створений 1991 року.

## Галерея

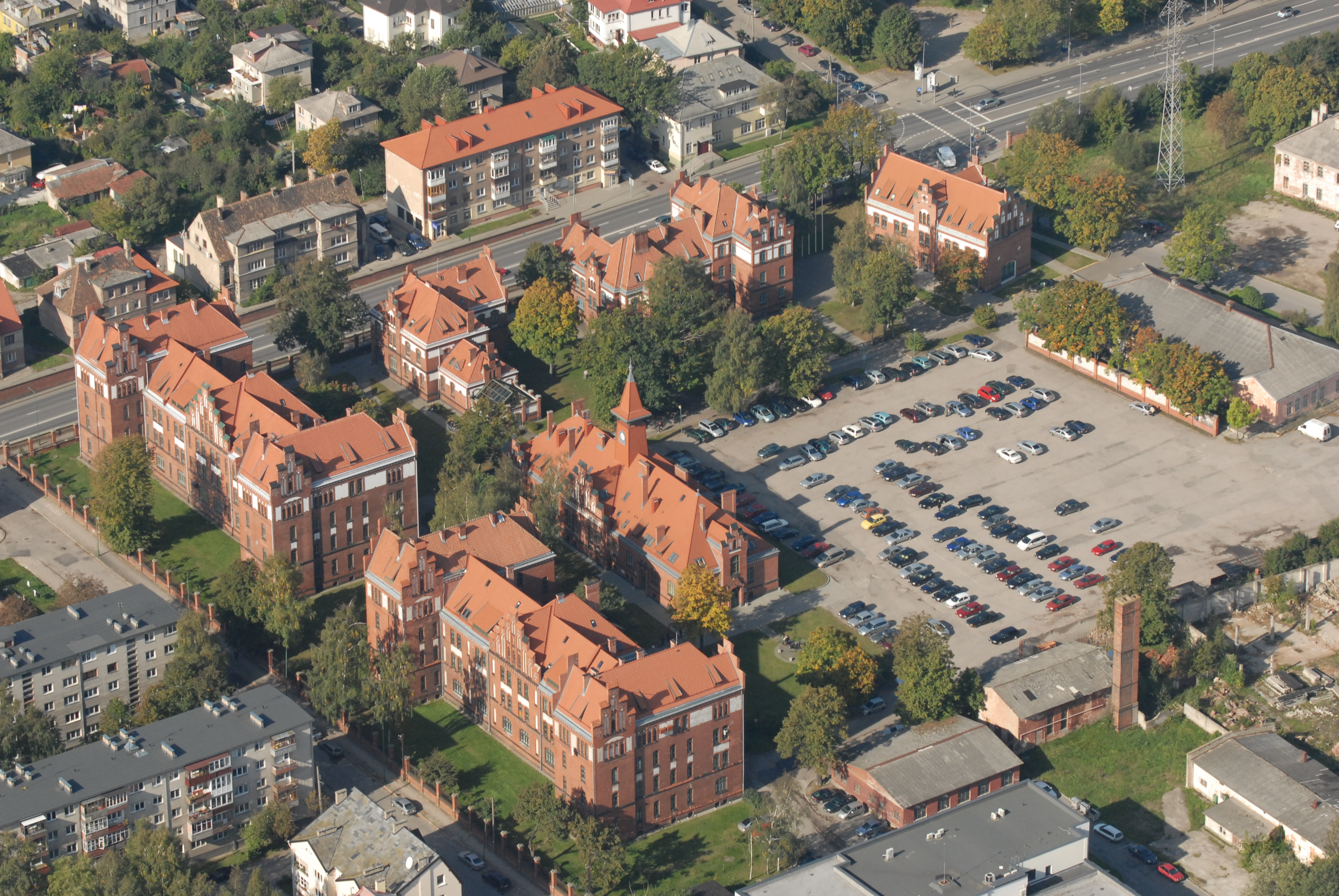
Вид з повітря на університет Клайпеди
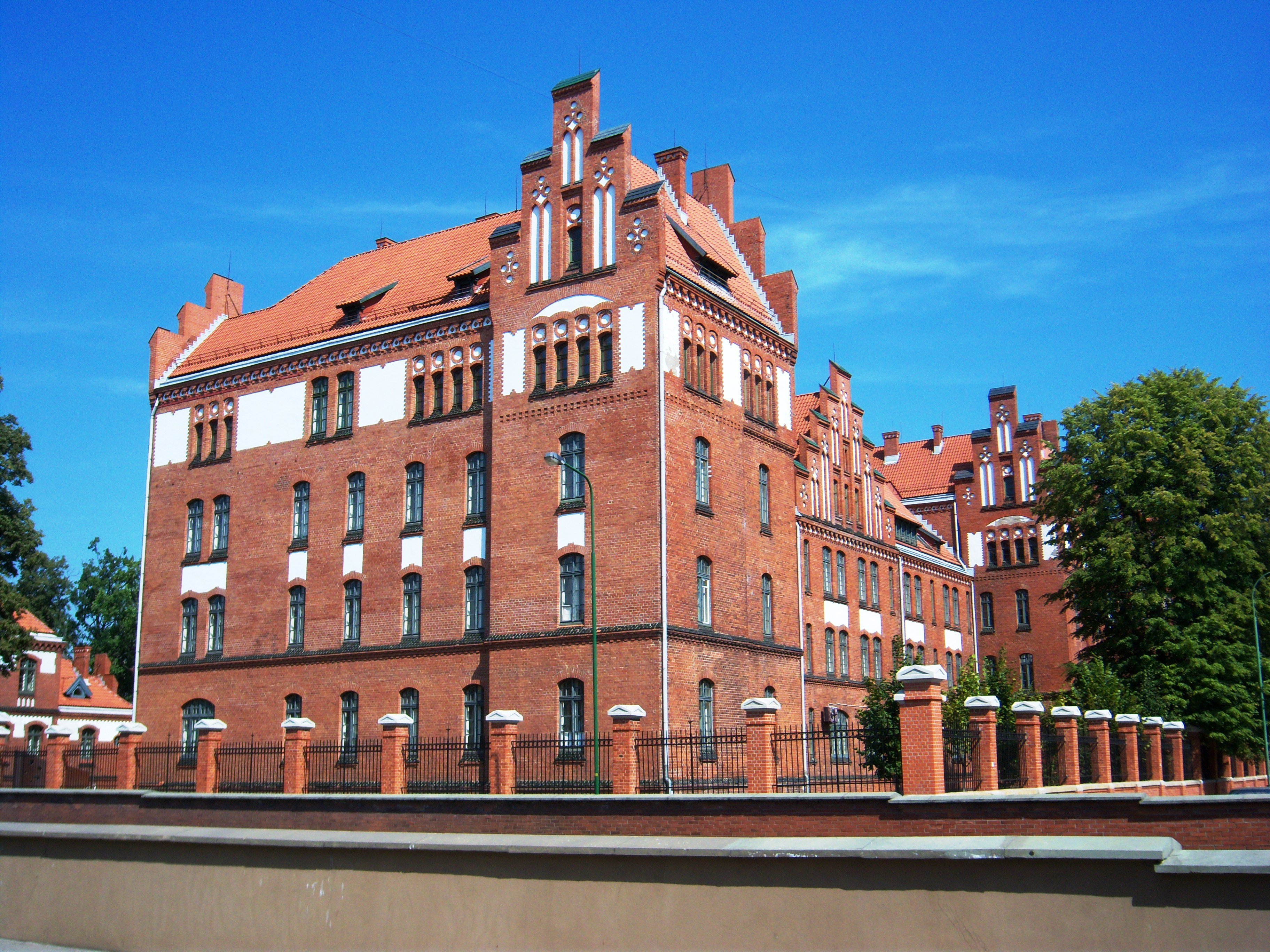
Факультет наук про здоров'я
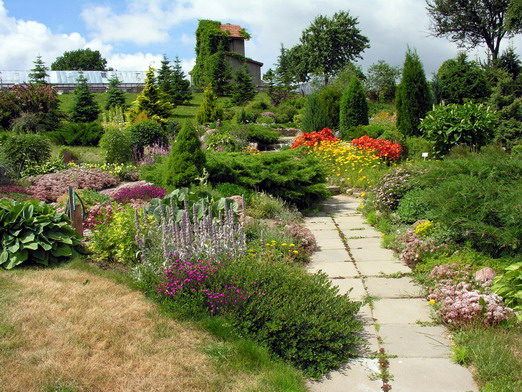
Ботанічний сад Клайпедського університету